# Puccinia rimosa
Puccinia rimosa är en svampart som först beskrevs av Heinrich Friedrich Link, och fick sitt nu gällande namn av Georg Winter 1880. Puccinia rimosa ingår i släktet Puccinia och familjen Pucciniaceae.   Inga underarter finns listade i Catalogue of Life.